# The Lost Episodes
The Lost Episodes es un álbum del músico y compositor estadounidense Frank Zappa, que compila material inédito y se lanzó de forma póstuma en 1996. Mucho de este material son de la primera época de su carrera, habiendo incluso material de 1958, y llegando hasta mediados de los años 70. Zappa estuvo trabajando en estas canciones antes de su muerte en 1993.
El álbum contiene cinco temas con Captain Beefheart: "Lost in a Whirlpool", una parodia blues de 1958-1959; "Tiger Roach", una canción de rhythm and blues de unos tres años después; "I'm a Band Leader" de 1969, con voz hablada por parte de Beefheart; "Alley Cat", una pieza en la que Zappa toca junto a dos miembros de Beefheart's Magic Band, y "The Grand Wazoo", otra canción hablada. 
Además, en el álbum se incluyen un gran número de versiones de principios de su carrera, que después aparecieron en algunos de sus álbumes. La versión de "Any Way the Wind Blows", por ejemplo, se grabó en 1963; tres años antes de su aparición en el álbum Freak Out! (1966). Y la versión de "Fountain of Love" también se grabó en la misma época, pero no se editó hasta 1968 en el álbum Cruising with Ruben & the Jets.

## Lista de canciones
1. "The Blackouts" – 0:22
2. "Lost in a Whirlpool" (Van Vliet, Zappa) – 2:46
3. "Ronnie Sings?" – 1:05
4. "Kenny's Booger Story" – 0:33
5. "Ronnie's Booger Story" – 1:16
6. "Mount St. Mary's Concert Excerpt" – 2:28
7. "Take Your Clothes Off When You Dance" – 3:51
8. "Tiger Roach" (Van Vliet, Zappa) – 2:20
9. "Run Home Slow Theme" – 1:25
10. "Fountain of Love" (Zappa, Ray Collins) – 2:08
11. "Run Home Cues, #2" – 0:28
12. "Any Way the Wind Blows" – 2:14
13. "Run Home Cues, #3" – 0:11
14. "Charva" – 1:59
15. "The Dick Kunc Story" – 0:46
16. "Wedding Dress Song" (Trad., arr. Zappa) – 1:14
17. "Handsome Cabin Boy" (Trad., arr. Zappa) – 1:21
18. "Cops & Buns" – 2:36
19. "The Big Squeeze" – 0:43
20. "I'm a Band Leader" – 1:14
21. "Alley Cat" (Van Vliet, Zappa) – 2:47
22. "The Grand Wazoo" – 2:12
23. "Wonderful Wino" (Zappa, Jeff Simmons) – 2:47
24. "Kung Fu" – 1:06
25. "RDNZL" – 3:49
26. "Basement Music #1" – 3:46
27. "Inca Roads" – 3:42
28. "Lil' Clanton Shuffle" – 4:47
29. "I Don't Wanna Get Drafted" – 3:24
30. "Sharleena" – 11:54